# بوب هوك
بوب هوك (بالإنجليزية: Bob Hawk)‏ هو مقدم برامج إذاعية أمريكي، ولد في 15 ديسمبر 1907 في كريستون في الولايات المتحدة، وتوفي في 4 يوليو 1989 في لاغونا هيلس في الولايات المتحدة.